# Кривоніжка струнка
Кривоніжка струнка (Campylopus gracilis) — вид мохів порядку дикранальних (Dicranales).

## Поширення
Батьківщиною є Європа, Північна Америка, Азія.
Населяє вологий ґрунт і покриті ґрунтом скелі, вологі скелі на болотистих схилах у субальпійських місцях існування.

## Характеристика
Рослини заввишки 1–8 см, глянцеві жовтувато-зелені чи золотисто-зелені, не запушені. Листки 5–8 мм, прямі, коли вологі, притиснуті, коли сухі, рідко серпуваті, вузьколанцетні, закінчуються довгим і тонким одноколірною субулою. Спеціалізоване нестатеве розмноження листям, що опадають, або зламаними кінчиками листя.